# Сборная Монтсеррата по футболу
Сборная Монтсеррата по футболу (англ. Montserrat national football team)  представляет Монтсеррат на международных футбольных турнирах и в товарищеских матчах. Контролируется Футбольной Ассоциацией Монтсеррата. Является членом ФИФА (с 1996 года), КОНКАКАФ (с 1994 года) и КФС.

## История
На 27 мая 2021 года в рейтинге ФИФА занимает 180-е место. Сборная Монтсеррата ни разу не отбиралась ни на один из международных турниров — чемпионат мира, Золотой кубок, Кубок Карибских островов.
В 2002 году сборная Бутана сыграла со сборной Монтсеррата, о чём был снят документальный фильм «Другой финал».

## Золотой кубок КОНКАКАФ
- 1991 — не прошла квалификацию
- 1993 — не принимала участие
- 1996 — не прошла квалификацию
- 1998 — не принимала участие
- 2000 — не прошла квалификацию
- 2002 — не прошла квалификацию
- 2003 — снялась с соревнований
- 2005 — не прошла квалификацию
- 2007 — не принимала участие
- 2009 — не принимала участие
- 2011 — не прошла квалификацию
- 2013 — не прошла квалификацию
- 2015 — не прошла квалификацию
- 2017 — не прошла квалификацию
- 2019 — не прошла квалификацию
- 2021 — не прошла квалификацию

## Кубок Карибских островов
- 1989, 1990 — не принимала участие
- 1991, 1992 — не прошла квалификацию
- 1993 — не принимала участие
- 1994, 1995 — не прошла квалификацию
- 1996, 1997, 1998 — не принимала участие
- 1999, 2001, 2005 — не прошла квалификацию
- 2007, 2008 — не принимала участие
- 2010, 2012 — не прошла квалификацию

## Чемпионат мира
- 1930 — 1998 — не принимала участие
- 2002 — 2026 — не прошла квалификацию